# Cristiano V di Danimarca
Cristiano V di Danimarca (Flensburgo, 15 aprile 1646 – Copenaghen, 25 agosto 1699) fu re di Danimarca e Norvegia dal 1670 fino alla sua morte.

## Biografia
Figlio di Federico III di Danimarca e Sofia Amelia di Brunswick e Lüneburg, sposò il 14 maggio 1667 a Nykøbing Carlotta Amalia d'Assia-Kassel, figlia di Guglielmo VI d'Assia-Kassel, e ascese al trono il 9 febbraio 1670.
Era un debole despota, con una troppo elevata considerazione della sua dignità e delle sue prerogative. Il suo primo atto all'ascesa del trono fu il pubblico insulto a sua moglie attraverso l'introduzione nella corte della sua giovane amante sedicenne, Sofia Amalia Moth (1654-1719). Amelia era la figlia del suo primo tutore Paul Moth e la ragazza fu fatta contessa di Samsø il 31 dicembre 1677.
Ebbe otto figli da sua moglie e sei dalla sua amante.
Il suo coraggio e l'estrema affabilità lo resero molto popolare tra la gente, anche se si mostrò incapace a ricavare vantaggi dall'incremento della potenza danese e dagli straordinari progressi della borghesia, immediate conseguenze della rivoluzione del 1660. Fu istruito in maniera superficiale, ma la sua peggiore debolezza era la sua costante dipendenza dagli altri, il che lo spinse a relazionarsi con gente di varia specie.
Sotto la guida del cancelliere Griffenfeldt la Danimarca sembrò essere di nuovo in grado di riguadagnarsi una posizione come grande potenza. Ma nel sacrificare Griffenfeldt alle volontà degli avversari Cristiano colpì gravemente anche la monarchia stessa. Sperperò le risorse del Paese nella costosa e inutile guerra svedese del 1675-1679 (la guerra di Scania) e fece molto poco per il progresso della nazione nei vent'anni di pace che seguirono.
Si devono comunque ricordare aspetti positivi del periodo. Il primo è l'introduzione del Codice Danese nel 1683, la prima legge scritta della Danimarca. In Norvegia avvenne lo stesso, con il Codice Norvegese nel 1687. Un altro importante evento fu l'introduzione del registro delle terre nel 1688, con il quale si cercò di stabilire il valore dei terreni del regno per una tassazione più equa. La scienza visse un'età dell'oro attraverso l'opera dell'astronomo Ole Rømer, nonostante la mancanza di interesse del re per la cultura.
Morì per i postumi di un incidente avvenuto durante una battuta di caccia e fu sepolto nella cattedrale di Roskilde, vicino a Copenaghen.

## Discendenza
Dalla moglie Carlotta Amalia ebbe otto figli:
- Federico (11 ottobre 1671 - 12 ottobre 1730), Re di Danimarca e Norvegia, sposò in prime nozze Luisa di Meclemburgo-Güstrow e successivamente Anna Sofia Reventlow;
- Cristiano Guglielmo (1º dicembre 1672 - 25 gennaio 1673), morto infante;
- Cristiano (26 marzo 1675 - 27 giugno 1695), principe di Danimarca;
- Sofia Edvige (28 agosto 1677 - 13 marzo 1735), principessa di Danimarca, rimase nubile;
- Cristiana Carlotta (18 gennaio 1679 - 24 agosto 1689), principessa di Danimarca, morì a dieci anni;
- Carlo (26 marzo 1680 - 8 luglio 1729), principe di Danimarca, rimase celibe;
- un figlio (17 luglio 1682 - 22 febbraio 1687), morto infante;
- Guglielmo (21 febbraio 1687 -28 novembre 1705), principe di Danimarca, morì a diciotto anni.

Dalla sua amante Sofia Amalia Moth ebbe:
- Christiane Gyldenløve (1672-1689);
- Christian Gyldenløve (1674-1703);
- Sophie Christine Gyldenløve (1675-1684);
- Anna Christiane Gyldenløve (1676-1689);
- Ulrik Christian Gyldenløve (1678-1719);
- una figlia (1682-1684).

## Albero genealogico
|                                      |                                            |                                        | Genitori                           |  |  | Nonni |  |  | Bisnonni                 |  |  | Trisnonni                  |  |
|                                      |                                            |                                        |                                    |  |  |       |  |  | Federico II di Danimarca |  |  | Cristiano III di Danimarca |  |
|                                      |                                            |                                        |                                    |  |  |       |  |  | Federico II di Danimarca |  |  | Cristiano III di Danimarca |  |
|                                      |                                            | Dorotea di Sassonia-Lauenburg          |                                    |  |  |       |  |  | Federico II di Danimarca |  |  |                            |  |
| Cristiano IV di Danimarca            |                                            |                                        |                                    |  |  |       |  |  | Federico II di Danimarca |  |  |                            |  |
|                                      |                                            | Sofia di Meclemburgo-Güstrow           | Ulrico III di Meclemburgo-Güstrow  |  |  |       |  |  |                          |  |  |                            |  |
|                                      |                                            | Sofia di Meclemburgo-Güstrow           | Ulrico III di Meclemburgo-Güstrow  |  |  |       |  |  |                          |  |  |                            |  |
|                                      |                                            | Sofia di Meclemburgo-Güstrow           | Elisabetta di Danimarca            |  |  |       |  |  |                          |  |  |                            |  |
| Federico III di Danimarca            |                                            | Sofia di Meclemburgo-Güstrow           |                                    |  |  |       |  |  |                          |  |  |                            |  |
|                                      |                                            | Gioacchino III Federico di Brandeburgo | Giovanni Giorgio di Brandeburgo    |  |  |       |  |  |                          |  |  |                            |  |
|                                      |                                            | Gioacchino III Federico di Brandeburgo | Giovanni Giorgio di Brandeburgo    |  |  |       |  |  |                          |  |  |                            |  |
|                                      |                                            | Gioacchino III Federico di Brandeburgo | Sofia di Liegnitz                  |  |  |       |  |  |                          |  |  |                            |  |
| Anna Caterina del Brandeburgo        |                                            | Gioacchino III Federico di Brandeburgo |                                    |  |  |       |  |  |                          |  |  |                            |  |
|                                      |                                            | Caterina di Brandeburgo-Küstrin        | Giovanni di Brandeburgo-Küstrin    |  |  |       |  |  |                          |  |  |                            |  |
|                                      |                                            | Caterina di Brandeburgo-Küstrin        | Giovanni di Brandeburgo-Küstrin    |  |  |       |  |  |                          |  |  |                            |  |
|                                      |                                            | Caterina di Brandeburgo-Küstrin        | Caterina di Brunswick-Wolfenbüttel |  |  |       |  |  |                          |  |  |                            |  |
| Cristiano V di Danimarca             |                                            | Caterina di Brandeburgo-Küstrin        |                                    |  |  |       |  |  |                          |  |  |                            |  |
|                                      | Guglielmo il Giovane di Brunswick-Lüneburg | Ernesto I di Brunswick-Lüneburg        |                                    |  |  |       |  |  |                          |  |  |                            |  |
|                                      | Guglielmo il Giovane di Brunswick-Lüneburg | Ernesto I di Brunswick-Lüneburg        |                                    |  |  |       |  |  |                          |  |  |                            |  |
|                                      | Guglielmo il Giovane di Brunswick-Lüneburg | Sofia di Meclemburgo-Schwerin          |                                    |  |  |       |  |  |                          |  |  |                            |  |
| Giorgio di Brunswick-Lüneburg        | Guglielmo il Giovane di Brunswick-Lüneburg |                                        |                                    |  |  |       |  |  |                          |  |  |                            |  |
|                                      |                                            | Dorothea di Danimarca                  | Cristiano III di Danimarca         |  |  |       |  |  |                          |  |  |                            |  |
|                                      |                                            | Dorothea di Danimarca                  | Cristiano III di Danimarca         |  |  |       |  |  |                          |  |  |                            |  |
|                                      |                                            | Dorothea di Danimarca                  | Dorotea di Sassonia-Lauenburg      |  |  |       |  |  |                          |  |  |                            |  |
| Sofia Amelia di Brunswick e Lüneburg |                                            | Dorothea di Danimarca                  |                                    |  |  |       |  |  |                          |  |  |                            |  |
|                                      |                                            | Luigi V d'Assia-Darmstadt              | Giorgio I d'Assia-Darmstadt        |  |  |       |  |  |                          |  |  |                            |  |
|                                      |                                            | Luigi V d'Assia-Darmstadt              | Giorgio I d'Assia-Darmstadt        |  |  |       |  |  |                          |  |  |                            |  |
|                                      |                                            | Luigi V d'Assia-Darmstadt              | Maddalena di Lippe                 |  |  |       |  |  |                          |  |  |                            |  |
| Anna Eleonora di Assia-Darmstadt     |                                            | Luigi V d'Assia-Darmstadt              |                                    |  |  |       |  |  |                          |  |  |                            |  |
|                                      |                                            | Maddalena di Brandeburgo               | Giovanni Giorgio di Brandeburgo    |  |  |       |  |  |                          |  |  |                            |  |
|                                      |                                            | Maddalena di Brandeburgo               | Giovanni Giorgio di Brandeburgo    |  |  |       |  |  |                          |  |  |                            |  |
|                                      |                                            | Maddalena di Brandeburgo               | Elisabetta di Anhalt-Zerbst        |  |  |       |  |  |                          |  |  |                            |  |
|                                      |                                            | Maddalena di Brandeburgo               |                                    |  |  |       |  |  |                          |  |  |                            |  |